# 入部正太朗
入部 正太朗（いりべ しょうたろう、1989年8月1日 - ）は、奈良県出身の自転車プロロードレース選手である。

## 来歴

### 2006年
- 国体少年男子エリミネーション 優勝

### 2007年
- 国体少年男子エリミネーション 優勝
- ツール・ド・東北ジュニア 総合優勝
- ツール・ド・おきなわジュニア 2位
- ツール・ド・ラビティビ 日本代表

### 2008年
- 早稲田大学スポーツ科学部入学。

### 2009年
- 国体団体追い抜き競争 優勝

### 2010年
- 全日本学生選手権トラック ポイントレース 優勝
- インターカレッジポイントレース 2位
- 国体団体追い抜き競争 優勝

### 2011年
- 全日本学生選手権クリテリウム 2位
- 全日本自転車競技選手権大会トラック ポイントレース 優勝
- 国体団体追い抜き競争 優勝

### 2012年
- シマノレーシングでプロ入り
- 国体団体追い抜き競争 優勝

### 2017年
- ツール・ド・熊野 区間優勝(第1ステージ)

### 2018年
- ツアー・オブ・タイランド（英語版） 区間優勝(第2ステージ)
- ツール・ド・熊野 区間優勝(第2ステージ)

### 2019年
- 全日本選手権ロードレース 優勝

### 2020年
- チームディメンションデータから名称変更されたNTTプロ・サイクリングへ移籍。

### 2021年
- 弱虫ペダルサイクリングチームへ移籍[1]。